# Buck Johnson
Alphonso "Buck" Johnson Jr. (Birmingham, Alabama, 3 de enero de 1964) es un exjugador de baloncesto estadounidense que disputó 7 temporadas en la NBA, además de jugar en la liga turca, en la CBA, en la liga israelí, en la liga griega y en la liga española. Con 2,00 metros de estatura, jugaba en la posición de alero.

## Trayectoria deportiva

### Universidad
Tras participar en 1982, en su época de high school en el prestigioso McDonald's All American, jugó durante cuatro temporadas con los Crimson Tide de la Universidad de Alabama, en las que promedió 15,3 puntos, 7,6 rebotes y 1,3 asistencias por partido. En sus dos últimas temporadas fue incluido en el mejor quinteto de la SEC, siendo el cuarto mayor anotador de la historia de los Crimson Tide.
Además, en 1983 fue convocado por la selección de Estados Unidos júnior para disputar el mundial de su categoría, disputado en Palma de Mallorca, donde conseguirían la medalla de oro.

### Profesional
Fue elegido en la vigésima posición del Draft de la NBA de 1986 por Houston Rockets, donde, tras dos temporadas saliendo desde el banquillo, en 1988 se hizo definitivamente un hueco en el quinteto titular, jugando su mejor campaña al año siguiente, en el que promediaría 14,8 puntos y 4,6 rebotes por partido.
Tras dos temporadas más en Houston, en 1992 ficha como agente libre por los Washington Bullets, en la que promedió 6,5 puntos y 2,7 rebotes. Tras esa temporada, y tras un breve paso por los Wichita Falls Texans de la CBA, decidió continuar su carrera deportiva en Europa, fichando por el Tofaş Bursa de la liga turca. Al año siguiente jugaría en el Hapoel Tel Aviv de la liga israelí y al siguiente en el Apollon Patras de la liga griega. Volvió a Israel para jugar un año en el Maccabi Tel Aviv antes de fichar en 1997 por el Valvi Girona, donde promedió 21,9 puntos y 9,2 rebotes por partido.
Con 35 años regresaría de nuevo a Grecia, para jugar 5 temporadas más, dos en el Iraklis Salónica, dos más en el Dafni y la última en el Peristeri.

## Estadísticas de su carrera en la NBA

### Temporada regular
| Temporada | Edad | Equipo             | Liga | P   | TIT | MIN  | TC  | TCA  | %TC  | 3P  | 3PA | %3P  | TL  | TLA | %TL  | R.OF. | R.DEF. | REB | ASIS | ROB | TAP | PER | FP  | PTS  |
| 1986-87   | 23   | Houston Rockets    | NBA  | 60  | 3   | 8.7  | 1.6 | 3.4  | .468 | 0.0 | 0.0 | .000 | 0.7 | 1.0 | .690 | 0.6   | 0.8    | 1.5 | 0.7  | 0.3 | 0.3 | 0.6 | 1.4 | 3.8  |
| 1987-88   | 24   | Houston Rockets    | NBA  | 70  | 2   | 12.6 | 2.2 | 4.3  | .520 | 0.0 | 0.1 | .125 | 1.0 | 1.3 | .736 | 1.1   | 1.3    | 2.4 | 0.7  | 0.4 | 0.4 | 0.8 | 1.8 | 5.4  |
| 1988-89   | 25   | Houston Rockets    | NBA  | 67  | 51  | 27.6 | 4.0 | 7.7  | .524 | 0.0 | 0.1 | .111 | 1.5 | 2.0 | .754 | 1.7   | 2.6    | 4.3 | 1.9  | 1.0 | 0.5 | 1.6 | 3.2 | 9.6  |
| 1989-90   | 26   | Houston Rockets    | NBA  | 82  | 82  | 34.5 | 6.1 | 12.4 | .495 | 0.0 | 0.2 | .118 | 2.5 | 3.3 | .759 | 1.4   | 3.3    | 4.6 | 3.1  | 1.3 | 0.8 | 2.0 | 3.9 | 14.8 |
| 1990-91   | 27   | Houston Rockets    | NBA  | 73  | 70  | 31.2 | 5.7 | 12.0 | .477 | 0.0 | 0.2 | .133 | 2.2 | 3.0 | .727 | 1.5   | 3.0    | 4.5 | 1.9  | 1.1 | 0.6 | 1.7 | 3.3 | 13.6 |
| 1991-92   | 28   | Houston Rockets    | NBA  | 80  | 69  | 27.5 | 3.6 | 7.9  | .458 | 0.0 | 0.1 | .111 | 1.3 | 1.8 | .727 | 1.2   | 2.7    | 3.9 | 2.0  | 0.9 | 0.6 | 1.3 | 2.9 | 8.6  |
| 1992-93   | 29   | Washington Bullets | NBA  | 73  | 19  | 17.6 | 2.6 | 5.5  | .479 | 0.0 | 0.0 | .000 | 1.3 | 1.7 | .730 | 1.1   | 1.6    | 2.7 | 1.2  | 0.5 | 0.2 | 1.0 | 2.6 | 6.5  |
| Total     |      |                    | NBA  | 505 | 296 | 23.5 | 3.8 | 7.8  | .488 | 0.0 | 0.1 | .113 | 1.5 | 2.1 | .738 | 1.2   | 2.3    | 3.5 | 1.7  | 0.8 | 0.5 | 1.3 | 2.8 | 9.1  |

### Playoffs
| Temporada | Edad | Equipo          | Liga | P  | MIN | TCA | TC  | 3PA | 3P | TLA | TL | R.OF. | REB | ASIS | ROB | TAP | PER | FP | PTS | %TC  | %3P  | %FT   | MIN  | PTS  | REB | AST |
| 1986-87   | 23   | Houston Rockets | NBA  | 5  | 10  | 2   | 6   | 0   | 0  | 0   | 0  | 0     | 0   | 0    | 0   | 0   | 2   | 1  | 4   | .333 |      |       | 2.0  | 0.8  | 0.0 | 0.0 |
| 1987-88   | 24   | Houston Rockets | NBA  | 4  | 20  | 2   | 3   | 0   | 0  | 1   | 2  | 2     | 4   | 0    | 1   | 0   | 4   | 1  | 5   | .667 |      | .500  | 5.0  | 1.3  | 1.0 | 0.0 |
| 1988-89   | 25   | Houston Rockets | NBA  | 4  | 118 | 19  | 40  | 0   | 1  | 8   | 14 | 7     | 15  | 13   | 3   | 2   | 6   | 15 | 46  | .475 | .000 | .571  | 29.5 | 11.5 | 3.8 | 3.3 |
| 1989-90   | 26   | Houston Rockets | NBA  | 4  | 148 | 20  | 48  | 0   | 1  | 11  | 13 | 8     | 16  | 9    | 6   | 2   | 4   | 16 | 51  | .417 | .000 | .846  | 37.0 | 12.8 | 4.0 | 2.3 |
| 1990-91   | 27   | Houston Rockets | NBA  | 3  | 86  | 10  | 28  | 0   | 0  | 4   | 4  | 4     | 14  | 8    | 2   | 1   | 5   | 13 | 24  | .357 |      | 1.000 | 28.7 | 8.0  | 4.7 | 2.7 |
| Total     |      |                 | NBA  | 20 | 382 | 53  | 125 | 0   | 2  | 24  | 33 | 21    | 49  | 30   | 12  | 5   | 21  | 46 | 130 | .424 | .000 | .727  | 19.1 | 6.5  | 2.5 | 1.5 |